# 슐레스비히-홀슈타인 대관구
슐레스비히-홀슈타인 대관구(독일어: Gau Schleswig-Holstein)는 1933년부터 1945년까지 프로이센의 슐레스비히홀슈타인 주, 뤼베크 자유시, 올덴부르크 자유주 지역에 있었던 나치 독일의 대관구이다. 그 이전인 1926년부터 1933년까지는 나치당의 지역 조직 구분 중 하나였다.

## 역사
원래 나치의 대관구(Gau) 조직은 1926년 5월 22일 나치당 회의에서 지역당 조직 구조 개선을 목적으로 창립한 구역이었다. 이후 1933년 나치가 독일의 권력을 장악하면서 독일의 주 단위 행정구역이 당의 대관구 행정구역으로 대체되었다.
각 대관구를 지휘하는 대관구지휘자는 점점 더 권력이 세지면서 제2차 세계 대전 이후에는 외부에서 거의 간섭을 받지 않았다. 지역 대관구지휘자는 정당 행정 뿐 아니라 정부 직책에도 관여하여 선전 감시 등 다양한 작전을 수행했으며, 1944년 9월 이후에는 국민돌격대 소집과 각 대관구 방어작전 역할도 맡았다.
슐레스비히-홀슈타인 대관구의 대관구지휘자는 대관구 수립부터 해체까지 거의 다 힌리히 로제가 맡았으나 1932년 짧은 기간 동안 요아힘 메이어콰데가 잠시 맡은 적이 있었다. 1941년엔 로제가 동방 국가판무관부의 국가판무관으로 부임하여 제네날플랜 OST라는, 동유럽의 독일화 계획을 맡았다. 이 지역에서는 모든 유대인, 롬족, 공산주의자에 대한 학살이 이루어졌다. 로제는 1948년 10년형을 선고받았으나 1951년 가석방되었고 소련의 인도 요청이 거부되었으며, 1964년 사망했다.